# 결합 해리 에너지
결합 해리 에너지(영어: bond dissociation energy, BDE)는 하나의 화학 결합이 균형 분해를 하여 끊어지는데 필요한 에너지이다. 결합 에너지와는 비슷하지만 다른 개념으로, 같은 결합이더라도 예를 들어 메테인의 탄소-수소 결합이 차례차례 끊어진다면 차례에 따라 결합 해리 에너지가 조금씩 변하나, 메테인에서 결합 에너지는 4개의 해리 에너지의 평균이 된다.

## 같이 보기
- 결합 에너지